# Hylonomus
Hylonomus byl rod plazů, který žil v pozdním karbonu (asi před 310 miliony let). Je nejstarším nesporným známým plazem a také nejstarším plně suchozemským živočichem. (Westlothiana žila o více než dvacet milionů let dříve, existují však pochybnosti o tom, zda byla plazem, nebo obojživelníkem.)

## Popis
Hylonomus představuje jednoho z vůbec prvních plazů a dokládá, že na konci období karbonu byl vývoj této skupiny teprve ve svých počátcích. Typový druh Hylonomus lyelli popsal John Williams Dawson na základě nálezů z Jogginsu v Novém Skotsku a jeho pojmenování vytvořil ze starořeckého výrazu ὑλο-νόμος (obyvatel lesa) a příjmení geologa Charlese Lyella. Hylonomus lyelli byl v roce 2002 vyhlášen státní fosilií Nového Skotska.
Hylonomus byl dlouhý 20–25 cm a připomínal vzhledem ještěrky. Měl tenké ostré zuby. Jeho potravu tvořily mnohonožky a hmyz. Fosilie hylonomů byly nalezeny v kmenech zuhelnatělých plavuní, kde živočichové pravděpodobně uvázli, když hledali potravu nebo se skrývali před predátory.